# Modoc County
Modoc County je okres na severu státu Kalifornie v USA. K roku 2010 zde žilo 9 686 obyvatel. Správním městem okresu je Alturas.

## Sousední okresy
| Růžice kompasu |                 | Lake County (Oregon) a Klamath County (Oregon) |                        | Růžice kompasu |
| Růžice kompasu | Siskiyou County | Sever                                          | Washoe County (Nevada) | Růžice kompasu |
| Růžice kompasu | Siskiyou County | Modoc County                                   | Washoe County (Nevada) | Růžice kompasu |
| Růžice kompasu | Siskiyou County | Jih                                            | Washoe County (Nevada) | Růžice kompasu |
| Růžice kompasu | Shasta County   | Lassen County                                  |                        | Růžice kompasu |